# Thelonious Monk at the Blackhawk
Thelonious Monk at the Blackhawk — концертний альбом американського джазового піаніста Телоніуса Монка, випущений у 1960 році лейблом Riverside.

## Опис
До квартету Телоніуса Монка зразка 1960 року (який включав саксофоніста Чарлі Роуза, басиста Джона Ора і (на деякий час) ударника Біллі Хіггінса) для цього концерту були запрошені в якості гостей: трубач Джо Гордон і тенор-саксофоніст Гарольд Ленд. Записаний 29 квітня 1960 року у відомому клубі Black Hawk, Сан-Франциско, Каліфорнія. Серед композицій найбільше виділяються «Let's Call This», «Four in One»"" і свінгова версія «I'm Getting Sentimental over You». 

## Список композицій
1. «Let's Call This» (Телоніус Монк) — 8:32
2. «Four in One» (Телоніус Монк) — 8:37
3. «I'm Getting Sentimental Over You» (Джордж Бессмен, Нед Вашингтон) — 6:07
4. «Worry Later» (Телоніус Монк) — 9:09
5. «'Round Midnight» (Куті Вільямс, Телоніус Монк) — 12:06
6. «Epistrophy (Closing Theme)» (Телоніус Монк) — 2:00

## Учасники запису
- Телоніус Монк — фортепіано
- Джо Гордон — труба
- Гарольд Ленд, Чарлі Роуз — тенор-саксофон
- Джон Ор — контрабас
- Біллі Хіггінс — ударні

Технічний персонал
- Оррін Кіпньюз — продюсер, текст
- Рей Фаулер, Райс Гамель — інженер [запис]
- Кен Дірдофф — дизайн [обкладинка]